# Sfarmă-Piatră
Sfarmă-Piatră a fost un ziar antisemit din România, publicat în anii 1930 și 1940. A fost fondat de teologul Nichifor Crainic, care mai conducea și revista Gândirea. Publicația mai era sprijinită si de redactorul-șef al ziarului Universul, Stelian Popescu. Revista a încercat să grupeze mai multe grupări fasciste, tradiționaliste și ultranaționalist-creștine în jurul principiului etnocratic al lui Crainic. Redacția a inclus mai mulți intelectuali de extrema dreaptă, cum ar fi: Alexandru Gregorian (redactor-șef), Ovidiu Papadima, Vintilă Horia, Dan Botta, Dragoș Protopopescu, Toma Vlădescu, Nicolae Crevedia și Pan M. Vizirescu, dar a inclus și alte contribuții ale lui Ioan Alexandru Brătescu-Voinești, Radu Gyr și Ștefan Baciu.
Cunoscută pentru stilul disprețuitor și pentru recurgerea la limbaj violent, revista Sfarmă-Piatră a lansat diverse atacuri asupra activiștilor politici centriști sau de stângă, dar și asupra evreimii române. Printre țintele ziarului erau politicieni moderați, cum ar fi Constantin Argetoianu sau Constantin Stere, dar și scriitori precum Tudor Arghezi, Eugen Lovinescu și Mihail Sadoveanu. Ziarul a avut un lung conflict cu publicațiile de stânga Adevărul și Dimineața, dar și cu principalul ziar de extrema dreaptă, Buna Vestire, deținut de Mihail Manoilescu. 
Inițial adversar al regelui Carol al II-lea și susținător al Mișcării legionare, ziarul a devenit susținător al Frontului Renașterii Naționale după 1938. În cel de-al doilea război mondial și-a schimbat poziția, susținând mai întâi regimul Național-Legionar, apoi regimul militaro-fascist al mareșalului Ion Antonescu. Ziarul a susținut Operațiunea Barbarossa și pogromul de la Iași, promovând lozinci și stereotipuri antisemite. Ziarul a fost închis în 1944, după ce Antonescu a pierdut puterea, iar echipa sa ori a fost arestată, ori s-a ascuns. 
Istoricul Michael Shafir rezumă activitatea ziarului ca fiind „vicios antisemită”, iar criticul literar Nicolae Manolescu susține că Alexandru Gregorian, mâna dreaptă a lui Crainic, era un „antisemit notoriu”.